# Parodia ocampoi
Parodia ocampoi — вид кактусов из рода Пародия.

## Описание
Стебель короткоцилиндрический, до 8 см высотой и 7 см в диаметре. Рёбра острые, чётко выражены.
Все колючки розово-коричневые, с возрастом сереют.
Цветки до 2 см в диаметре, золотисто-жёлтые.

## Распространение
Эндемик боливийского департамента Кочабамба.

## Синонимы
- Parodia exquisita
- Parodia gibbulosa
- Parodia zecheri
- Parodia punae
- Parodia minuta
- Parodia elachista
- Parodia copavilquensis
- Parodia compressa
- Parodia augustinii
- Parodia zecheri ssp. elachista
- Parodia gibbulosoides